# بطولة القتال الأسترالية في 2013
كان عام 2013 هو العام الرابع في تاريخ بطولة القتال الأسترالية، وهي عبارة عن منظمة لفنون القتال المختلطة مقره أستراليا. في عام 2013، عقدت المنظمة 3 أحداث.